# Eris Abedini
Eris Abedini (Sorengo, 29 de agosto de 1998) es un futbolista suizo-kosovar que juega de centrocampista en el F. C. Winterthur de la Superliga de Suiza.

## Trayectoria
Abedini comenzó su carrera deportiva en el F. C. Lugano en 2016, siendo cedido durante dos años al F. C. Chiasso.
El 19 de mayo de 2018 hizo su debut como profesional, con el F. C. Lugano, en un partido de la Superliga de Suiza frente al FC Zürich.
En enero de 2019 fue cedido al FC Winterthur, hasta el final de temporada. En julio de 2019 volvió a salir cedido, en esta ocasión al FC Wil.
En 2020 abandonó Suiza para jugar en el Recreativo Granada de la Segunda División B.

## Selección nacional
Abedini fue internacional sub-19 y sub-20 con la selección de fútbol de Suiza, eligiendo, posteriormente, a la selección de fútbol de Kosovo para la categoría sub-21.

## Clubes
| Club                      | País   | Año       |
| ------------------------- | ------ | --------- |
| F. C. Lugano              | Suiza  | 2016-2020 |
| F. C. Chiasso (cedido)    | Suiza  | 2016-2018 |
| F. C. Winterthur (cedido) | Suiza  | 2019      |
| F. C. Wil (cedido)        | Suiza  | 2019-2020 |
| Recreativo Granada        | España | 2020-2021 |
| F. C. Chiasso             | Suiza  | 2021      |
| F. C. Winterthur          | Suiza  | 2022-     |